# كرة الهدف في الألعاب البارالمبية الصيفية 2024 - بطولة الرجال
تنافس في بطولة الكرة الهدف للرجال من 29 أغسطس إلى 5 سبتمبر ثمانية فرق مكونة من ستة لاعبين تم تقسيمهم إلى مجموعتين: المجموعة A والمجموعة B.

## الفرق المشاركة
المجموعة أ
- البرازيل
- فرنسا
- الولايات المتحدة
- إيران

المجموعة ب
- الصين
- أوكرانيا
- مصر
- اليابان

## الجولات التمهيدية

### المجموعة أ
| م | الفريق           | لعب | ف | ت | خ | أ.له | أ.ع | أ.ف | نقاط | س           |
| - | ---------------- | --- | - | - | - | ---- | --- | --- | ---- | ----------- |
| 1 | البرازيل         | 3   | 2 | 1 | 0 | 28   | 20  | +8  | 7    | ربع النهائي |
| 2 | الولايات المتحدة | 3   | 2 | 0 | 1 | 27   | 24  | +3  | 6    | ربع النهائي |
| 3 | إيران            | 3   | 1 | 1 | 1 | 26   | 29  | −3  | 4    | ربع النهائي |
| 4 | فرنسا (H)        | 3   | 0 | 0 | 3 | 17   | 25  | −8  | 0    | ربع النهائي |

| البرازيل                                                         | 8–5   | فرنسا                                           |
| ---------------------------------------------------------------- | ----- | ----------------------------------------------- |
| - دانتاس 1'، 4'، 5'، 8' - سوزا 4' - مورينو 14' - ماركيز 15'، 16' | تقرير | - أوني 1'، 1' - بوعلية 5' - بيش 11' - دودين 17' |

| الولايات المتحدة                                     | 8–13  | البرازيل                                                                                            |
| ---------------------------------------------------- | ----- | --------------------------------------------------------------------------------------------------- |
| - يونغ 5'، 6'، 7'، 8'، 12'، 22' - ميرن 7' - كينغ 10' | تقرير | - مورينو 3'، 5'، 6'، 9'، 14' - إرنستو 6'، 10'، 15' - دانتاس 8'، 13'، 14' - سوزا 21' - ساتورنينو 22' |

| فرنسا                                                   | 8–12  | إيران                                                                                       |
| ------------------------------------------------------- | ----- | ------------------------------------------------------------------------------------------- |
| - أوني 0'، 9'، 11'، 15'، 22' - بوعلية 1' - بيش 13'، 17' | تقرير | - جعفري 2'، 4'، 6'، 7'، 7'، 9'، 12'، 22' - سرافراز 10' - سوري 17'، 17' - بارنيا جوميران 23' |

| الولايات المتحدة                         | 5–4   | فرنسا                         |
| ---------------------------------------- | ----- | ----------------------------- |
| - كينغ 0' - ميرن 3'، 13'، 17' - يونغ 16' | تقرير | - بيش 6'، 18' - أوني 14'، 21' |

| البرازيل                                                      | 7–7   | إيران                                            |
| ------------------------------------------------------------- | ----- | ------------------------------------------------ |
| - دانتاس 0'، 2'، 6'، 19' - سوزا 12' - مورينو 14' - إرنستو 22' | تقرير | - سرافراز 4'، 17'، 22'، 23' - سوري 17'، 21'، 23' |

| إيران                                        | 7–14  | الولايات المتحدة                                                                         |
| -------------------------------------------- | ----- | ---------------------------------------------------------------------------------------- |
| - سوري 8'، 8'، 9'، 21'، 21' - جعفري 16'، 17' | تقرير | - يونغ 0'، 1'، 7'، 16'، 18'، 20' - ميرن 3'، 6' - كينغ 6'، 8'، 9' - سيمبسون 11'، 19'، 21' |

### المجموعة ب
| م | الفريق   | لعب | ف | ت | خ | أ.له | أ.ع | أ.ف | نقاط | س           |
| - | -------- | --- | - | - | - | ---- | --- | --- | ---- | ----------- |
| 1 | الصين    | 3   | 3 | 0 | 0 | 20   | 11  | +9  | 9    | ربع النهائي |
| 2 | أوكرانيا | 3   | 2 | 0 | 1 | 16   | 17  | −1  | 6    | ربع النهائي |
| 3 | اليابان  | 3   | 1 | 0 | 2 | 25   | 17  | +8  | 3    | ربع النهائي |
| 4 | مصر      | 3   | 0 | 0 | 3 | 8    | 24  | −16 | 0    | ربع النهائي |

| الصين                                    | 7–6   | اليابان                                           |
| ---------------------------------------- | ----- | ------------------------------------------------- |
| - يانغ 2'، 5'، 5'، 8'، 11'، 22' - هو 14' | تقرير | - كانيكو 2'، 14'، 16' - مياجيكي 3'، 6' - سانو 12' |

| أوكرانيا                                               | 6−3   | مصر                        |
| ------------------------------------------------------ | ----- | -------------------------- |
| - أولينيك 0'، 8'، 12'، 16' - زهالين 5' - ستريلتشيك 22' | تقرير | - محمد 11'، 18' - عواد 14' |

| اليابان                                                    | 8–9   | أوكرانيا                                                             |
| ---------------------------------------------------------- | ----- | -------------------------------------------------------------------- |
| - مياجيكي 3'، 3'، 5'، 6'، 13'، 17' - سانو 11' - كانيكو 23' | تقرير | - زهالين 0'، 1' - أولينيك 2'، 8'، 13'، 16'، 21' - ستريلتشيك 13'، 17' |

| مصر                                         | 4–7   | الصين                                        |
| ------------------------------------------- | ----- | -------------------------------------------- |
| - عواد 5' - السيد 12' - محمد 18' - يوسف 22' | تقرير | - يو ديي 1'، 6'، 10' - يانغ 5'، 8'، 15'، 16' |

| مصر       | 1–11  | اليابان                                                                        |
| --------- | ----- | ------------------------------------------------------------------------------ |
| - محمد 6' | تقرير | - سانو 6'، 6' - كانيكو 7'، 8'، 8'، 10' - مياجيكي 12'، 13'، 13'، 14' - توري 13' |

| الصين                                                     | 6–1   | أوكرانيا        |
| --------------------------------------------------------- | ----- | --------------- |
| - يو ديي 2'، 7' - يانغ 13'، 17' - هو 17' - يو كينكوان 18' | تقرير | - تسيغانيكو 19' |

## مرحلة خروج المغلوب

### القوس
|  | ربع النهائي      | ربع النهائي                 |          |    | نصف النهائي                | نصف النهائي                |  |  | مباراة الميدالية الذهبية | مباراة الميدالية الذهبية |
|  |                  |                             |          |    |                            |                            |  |  |                          |                          |
|  | 2 سبتمبر         |                             |          |    |                            |                            |  |  |                          |                          |
|  |                  |                             |          |    |                            |                            |  |  |                          |                          |
|  | البرازيل         | 10                          |          |    |                            |                            |  |  |                          |                          |
|  | البرازيل         | 10                          | 4 سبتمبر |    |                            |                            |  |  |                          |                          |
|  | مصر              | 0                           |          |    |                            |                            |  |  |                          |                          |
|  | مصر              | 0                           | البرازيل | 4  |                            |                            |  |  |                          |                          |
|  | 2 سبتمبر         |                             | البرازيل | 4  |                            |                            |  |  |                          |                          |
|  |                  | أوكرانيا                    | 6        |    |                            |                            |  |  |                          |                          |
|  | أوكرانيا         | أوكرانيا                    | 6        | 6  |                            |                            |  |  |                          |                          |
|  | أوكرانيا         |                             | 5 سبتمبر | 6  |                            |                            |  |  |                          |                          |
|  | إيران            | 3                           |          |    |                            |                            |  |  |                          |                          |
|  | إيران            | 3                           | أوكرانيا | 3  |                            |                            |  |  |                          |                          |
|  | 2 سبتمبر         |                             | أوكرانيا | 3  |                            |                            |  |  |                          |                          |
|  |                  | اليابان (بعد الوقت الإضافي) | 4        |    |                            |                            |  |  |                          |                          |
|  | الصين            | اليابان (بعد الوقت الإضافي) | 4        | 12 |                            |                            |  |  |                          |                          |
|  | الصين            | 4 سبتمبر                    |          | 12 |                            |                            |  |  |                          |                          |
|  | فرنسا            | 2                           |          |    |                            |                            |  |  |                          |                          |
|  | فرنسا            | 2                           | الصين    | 5  |                            |                            |  |  |                          |                          |
|  | 2 سبتمبر         |                             | الصين    | 5  |                            |                            |  |  |                          |                          |
|  |                  | اليابان                     | 13       |    | مباراة الميدالية البرونزية | مباراة الميدالية البرونزية |  |  |                          |                          |
|  | الولايات المتحدة | اليابان                     | 13       | 4  | مباراة الميدالية البرونزية | مباراة الميدالية البرونزية |  |  |                          |                          |
|  | الولايات المتحدة |                             | 5 سبتمبر | 4  |                            |                            |  |  |                          |                          |
|  | اليابان          | 6                           |          |    |                            |                            |  |  |                          |                          |
|  | اليابان          | 6                           | البرازيل | 5  |                            |                            |  |  |                          |                          |
|  |                  |                             |          |    |                            |                            |  |  |                          |                          |
|  | الصين            | 3                           |          |    |                            |                            |  |  |                          |                          |
|  | الصين            | 3                           |          |    |                            |                            |  |  |                          |                          |

### ربع النهائي
| البرازيل                                                                                 | 10–0  | مصر |
| ---------------------------------------------------------------------------------------- | ----- | --- |
| - مورينو 4'، 6' - إرنيستو 9'، 15' - سوزا 10'، 12'، 14' - دانتاس 11'، 17' - ساتورنينو 17' | تقرير |     |

| أوكرانيا                                      | 6–3   | إيران                 |
| --------------------------------------------- | ----- | --------------------- |
| - أولينيك 2'، 4'، 22'، 23' - ستريلشيك 9'، 23' | تقرير | - سرفراز 6'، 14'، 16' |

| الصين                                                         | 12–2  | فرنسا          |
| ------------------------------------------------------------- | ----- | -------------- |
| - يانغ 1'، 2'، 6'، 7'، 9'، 10'، 13'، 14'، 14'، 15' - يو دِي 1' | تقرير | - بايش 9'، 12' |

| الولايات المتحدة               | 4–6   | اليابان                                     |
| ------------------------------ | ----- | ------------------------------------------- |
| - يونغ 1'، 16' - ميرين 4'، 16' | تقرير | - كانيكو 2'، 3'، 21' - مياجيكي 9'، 15'، 15' |

### مباراة تحديد المركز السابع
| فرنسا                                                | 6–4   | مصر                          |
| ---------------------------------------------------- | ----- | ---------------------------- |
| - بواليا 0'، 1' - بايش 3'، 18' - دودان 9' - أوني 10' | تقرير | - محمد 0'، 18' - عواد 3'، 6' |

### مباراة تحديد المركز الخامس
| الولايات المتحدة الأمريكية | 3–4     | إيران                                   |
| -------------------------- | ------- | --------------------------------------- |
| - ميران 0' - كينغ 16'، 19' | التقرير | - جعفري 3'، 22' - پرنيا جوميران 3'، 18' |

### نصف النهائي
| البرازيل                                    | 4–6   | أوكرانيا                                                    |
| ------------------------------------------- | ----- | ----------------------------------------------------------- |
| - سوزا 0' - مورينو 0' (ضربة جزاء)، 18'، 21' | تقرير | - ستريلتشيك 0' - أولينيك 2'، 10'، 15'، 21' (ضربة جزاء)، 21' |

| الصين                                  | 5–13  | اليابان |
| -------------------------------------- | ----- | --- |
| - يانغ 1'، 8'، 17' - يو دي يي 21'، 23' | تقرير | - مياجيكي 0'، 1'، 1'، 6'، 8' - كانيكو 7'، 7' (ضربة جزاء)، 7'، 13'، 16'، 16' (ضربة جزاء)، 20' ، 22' (ضربة جزاء) |

### مباراة الميدالية البرونزية
| 5 سبتمبر 2024 13:15 | البرازيل                            | 5–3   | الصين                      | استاد جنوب باريس، باريس الحكم: منار عبيدات (الأردن) يوها فوكيلة (فنلندا) |
| 5 سبتمبر 2024 13:15 | مورينو 6'، 13'، 15' · سوزا 13'، 15' | تقرير | يانغ 15' · يو داي 17'، 22' | استاد جنوب باريس، باريس الحكم: منار عبيدات (الأردن) يوها فوكيلة (فنلندا) |
| 5 سبتمبر 2024 13:15 |                                     |       |                            | استاد جنوب باريس، باريس الحكم: منار عبيدات (الأردن) يوها فوكيلة (فنلندا) |

### المباراة النهائية للميدالية الذهبية
| 5 سبتمبر 2024 19:30 | أوكرانيا                       | 3–4 (a.e.t.) | اليابان                                 | صالة جنوب باريس، باريس الحكم: أنطونيوس كريستودولوس (اليونان) روميولداس فيتيكوس (ليتوانيا) |
| 5 سبتمبر 2024 19:30 | Strelchyk 4'، 21' · Oliinyk 8' | تقرير        | Kaneko 2' · Miyajiki 2' · Sano 15'، 25' | صالة جنوب باريس، باريس الحكم: أنطونيوس كريستودولوس (اليونان) روميولداس فيتيكوس (ليتوانيا) |
| 5 سبتمبر 2024 19:30 |                                |              |                                         | صالة جنوب باريس، باريس الحكم: أنطونيوس كريستودولوس (اليونان) روميولداس فيتيكوس (ليتوانيا) |

## الترتيب النهائي
| الترتيب | الفريق           |
| ------- | ---------------- |
| الأول   | اليابان          |
| الثاني  | أوكرانيا         |
| الثالث  | البرازيل         |
| 4       | الصين            |
| 5       | إيران            |
| 6       | الولايات المتحدة |
| 7       | فرنسا            |
| 8       | مصر              |